# موسع المهبل
موسع المهبل (أو ممرن المهبل) هو أداة طبية تستخدم لتوسيع المهبل. يتم استخدام هذه الأداة عندما يحصل تضيق للمهبل (ضيق المهبل)، وهو ما يحصل مثلاً بعد العلاج الإشعاعي الموضعي للسرطانات النسائية ، أو كعلاج لتشنج المهبل أو الأنماط الأخرى من عسر الجماع.
هناك أدلة متناقضة حول أهمية استخدام هذا الجهاز، وقد تحدثت بعد الدراسات عن أضرار نفسية من استخدام الموسع. كما أن هناك بعض الدراسات التي تتحدث عن إحتمال حصول ناسور بين المستقيم والمهبل عند استخدام الموسع. 
موسع المهبل يمكن أن يكون قابل للنفخ، ويمكن استخدامه خلال الجراحة ، أو بعد الجراحة في المرضى اللواتي قد خضعن لجراحة المهبل التجميلية ضمن جراحة التحول من رجل إلى إمرأة، كما أن لديها استخدامات طبية أخرى. يستخدم موسع المهبل مباشرةً بعد الجراحة لمنع التئام المجرى، ثم يتم استخدامه بإنتظام للحفاظ على المهبل الجديد. تقل الحاجة لإستخدام الموسع مع الوقت، ولكن مع هذا، يجب أن يستخدم مدى الحياة.

## الاستخدام
يبدأ الشخص أولاً باستخدام أصغر حجم من الموسع، ثم يصعد تدريجياً بالحجم خلال فترة العلاج حتى يصل إلى الحجم الأكبر. يمكن ممارسة تمارين التوسيع مع تمارين التنفس لإرخاء عضلات قاع الحوض. لا يجب أن يتسبب التمرين بألم أو نزيف.
وعند استخدام الموسع المهبلي الصلب، يجب الإنتباه لعدم تمزيق المهبل خاصةً إذا كان قد تعرض للعلاج الإشعاعي. كما يوجد بعض التقارير التي تتحدث عن تعرض الإحليل للإصابة عند التمرين.
لا يتفق العلماء حالياً حول عدد المرات والمدة التي يجب أن يتم استخدام موسع المهبل فيها.
عند استخدام موسع المهبل القابل للنفخ، يقوم المعالج أو المريضة بإيلاج البالون غير المنفوخ في المهبل، وثم تقوم بنفخه بتمهل إلى أن يصل البالون إلى الحجم المطلوب. 

## معرض الصور

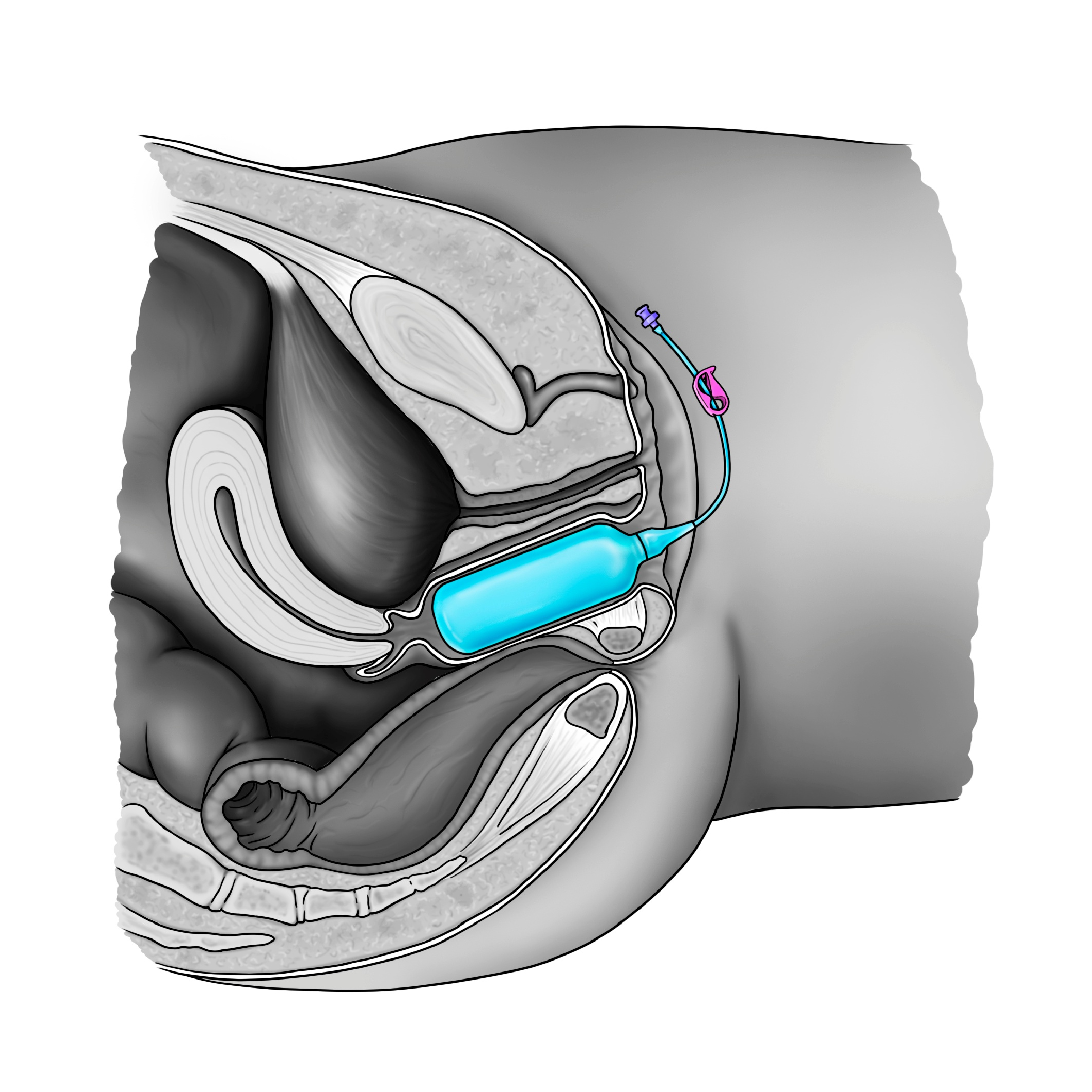
موسع المهبل ZSI 200 NS موضوعاً في مهبل الأنثى
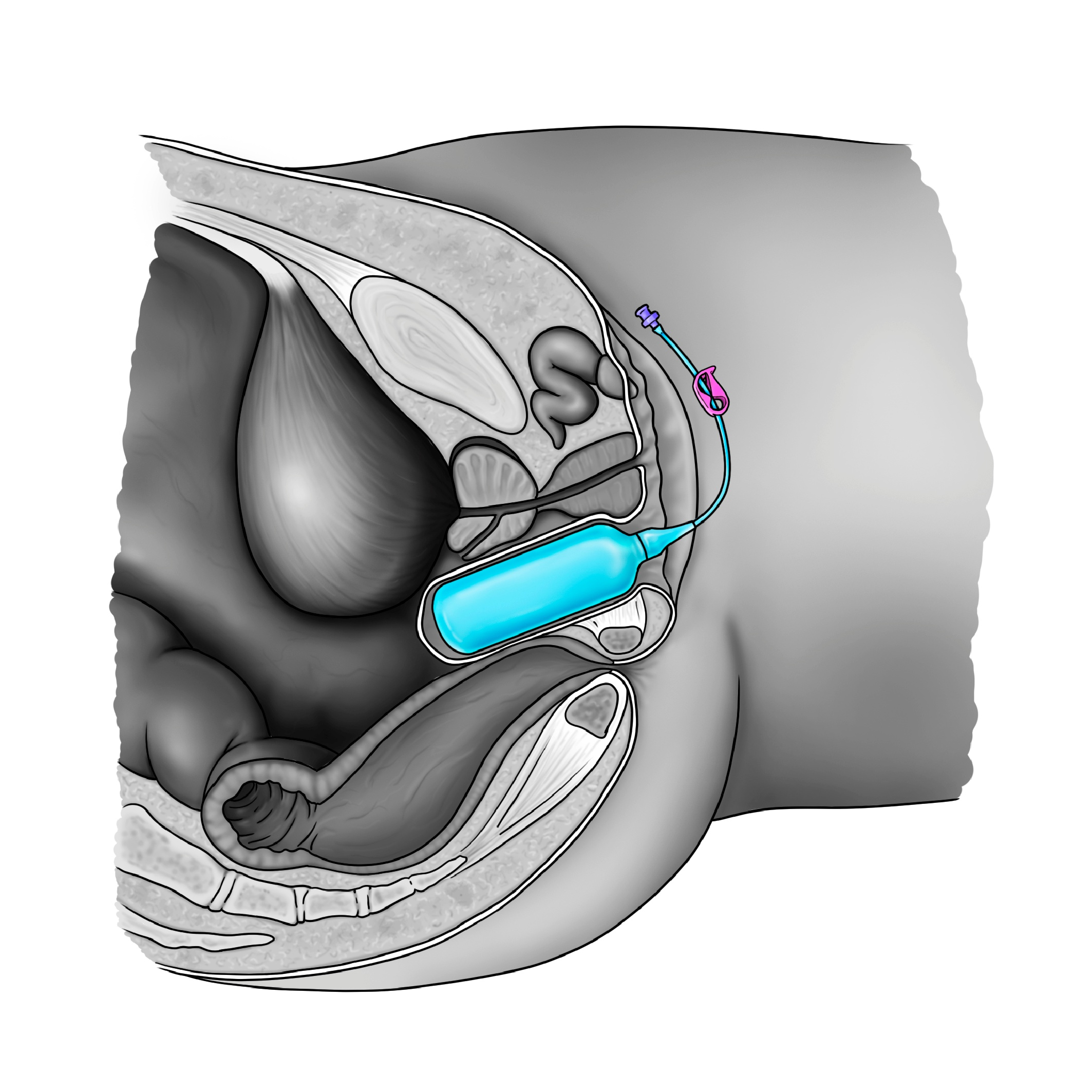
موسع المهبل ZSI 200 NS موضوعاً في مهبل أنثى متحولة جنسياً